# 杨家智
杨家智（1909年12月—1993年8月），广西郁林人，化工专业三级教授，主要从事硅酸盐、水泥混凝、岩相矿物研究。

## 生平
1934年毕业于国立中山大学化学系，毕业后赴广西南宁，先后在广西南宁化学试验所和广西省建设厅工作。1938年赴德，1939年至1942年在德国法兰克福大学水泥专攻读博士学位，毕业后在柏林威廉研究院硅酸盐研究所任研究员。1946年回国后历任广西省建设厅技士、广西桂林水泥厂厂长、广西大学教授。1952年中国高校院系调整时调入华南工学院（现华南理工大学），获评定为三级教授，并自1957年起任多届华南工学院院务委员会委员，1958年被评为广州市先进工作者:152。
在校期间主要从事水泥工艺研究，主讲相关课程如“胶凝物质工艺学原理”，曾带学生组队去广州西村水泥厂进行生产实习。其1973年提出的“水泥立窑中心风管升高”技术增加了立窑水泥的产量并改进了其质量，并获得1978年全国科学大会奖，杨也在该届大会获评“全国先进科技工作者”。

## 著作
- 图书
  - 《水泥工艺岩相学》
  - 《水泥立窑差热煅烧法》
- 论文[5]
  - 铁铝酸钙浆体的硬化
  - 铁铝酸钙的早期水化
  - 掺有少量异组份的铁铝酸钙形成过程的研究
  - 碱对复合矿化的硅酸盐水泥水化性能的影响
  - 煅烧温度对掺复合矿化剂水泥熟料岩相构造及A矿固溶程度的影响
  - 掺复合矿化剂烧制水泥熟料的铁相组成及凝结时间的研究
  - 抑制碱-骨料膨胀反应的探讨

## 社会任职
- 国家高等学校工科无机非金属材料类专业教材编审委员会委员
- 中国硅酸盐学会理事
- 《中国硅酸盐学会学报》编委
- 第四、第五届广东省政协委员
- 第五届广东省政协常委[1]:99